# Daniel Axtyamov
Daniel Rasimovich Akhtyamov - em russo: Даниэль Расимович Ахтямов (Tashkent, 26 de março de 1985) é um ex-futebolista azeri nascido no Uzbequistão que atuava como atacante.